# Hygrotus inscriptus
Hygrotus inscriptus är en skalbaggsart som först beskrevs av Sharp 1882.  Hygrotus inscriptus ingår i släktet Hygrotus och familjen dykare. Inga underarter finns listade i Catalogue of Life.

## Bildgalleri

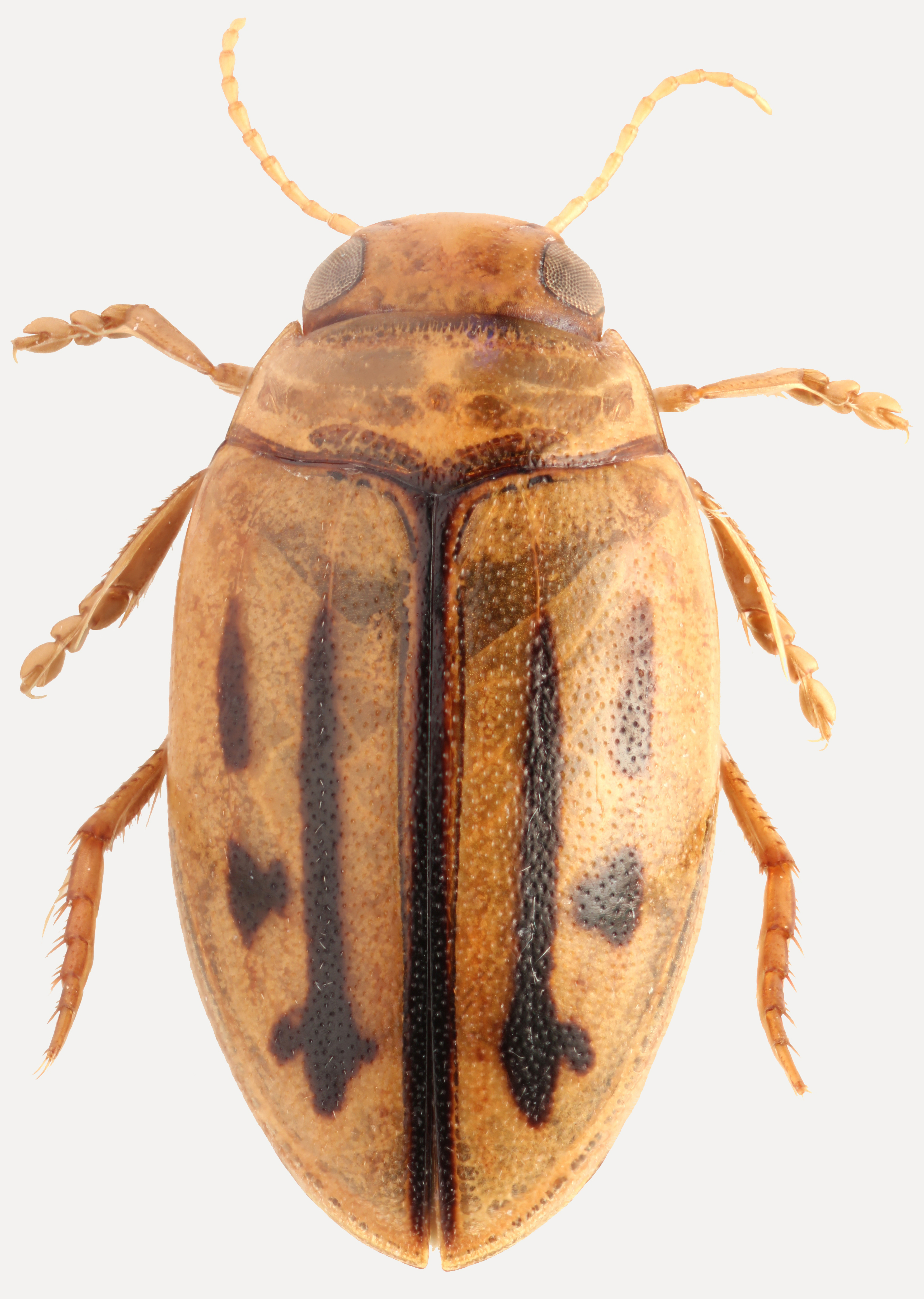